# Пелешенко, Лариса Александровна
Лари́са Алекса́ндровна Пелеше́нко (в девичестве — Ага́пова, 29 февраля 1964, Сланцы) — советская и российская легкоатлетка, серебряный призёр Олимпийских игр 2000 года в толкании ядра. Заслуженный мастер спорта России, кавалер ордена Дружбы.

## Карьера
На Олимпийских играх в Сиднее выиграла серебряную медаль в толкании ядра. Лариса лидировала большую часть финальных соревнований, отправив снаряд на 19,92 м, однако в последней попытке белорусская спортсменка Янина Корольчик превзошла результат Пелешенко (20,56 м) и сдвинула ее на вторую строчку.
Чемпионка мира в помещении 2001 года, также дважды становилась серебряным призёром чемпионата Европы в помещении (1988, 1994) и один раз выиграла золото (2000).
Чемпионка Игр Доброй воли 2001 года. Чемпионка СССР 1986 года. Чемпионка России 2001 года. Трёхкратная чемпионка России в помещении (1994, 2000, 2001).
На чемпионате мира в помещении в 1995 году Пелешенко выиграла золото, однако позже её уличили в применении допинга и дисквалифицировали на четыре года, лишив золотой медали.
Тренировалась под руководством Сергея Николаевича Евтигнеева, затем — Зои Прокофьевны Матвеевой и Юрия Владимировича Асланова.

## Личная жизнь
Окончила Санкт-Петербургский техникум олимпийского резерва № 1. Первый муж Ларисы был гандболистом, выступал за «Неву». В 1995 году после подписания контракта с французским клубом он уехал из России и бросил жену, с которой вместе прожил 13 лет. Второй муж Юрий, в 1998 году у них родился сын Григорий.